# Tram van Frankfurt am Main
De tram van Frankfurt am Main is het derde belangrijkste vervoermiddel in het openbaar vervoer van de Duitse stad Frankfurt. Het normaalsporige net met een lengte van 67 kilometer wordt door de Stadtwerke Verkehrsgesellschaft Frankfurt am Main (VGF) geëxploiteerd. Vervoer ging in 1872 met paardentrams van start; de eerste elektrische trams reden al in 1884. Vanaf de jaren 1960 werd een deel van het tramnetwerk omgebouwd tot Stadtbahn; na jarenlange stagnatie werd het netwerk sinds 1999 geleidelijk weer uitgebreid.

## Netwerk

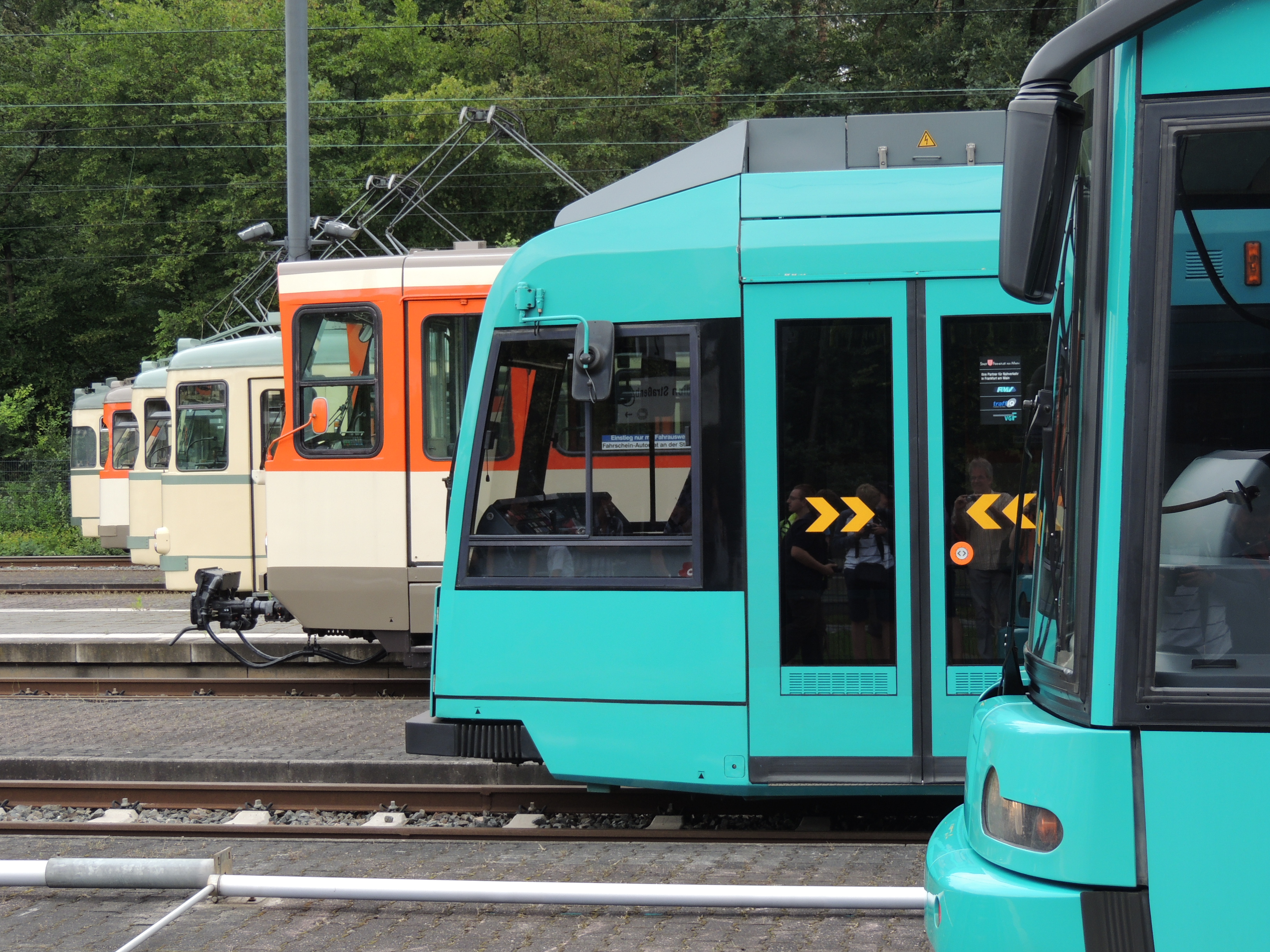
Overzicht tramtypen, chronologisch van achter naar voren.

Het totale netwerk bestaat uit (in 2024) 11 tramlijnen. Daarvan zijn er 8 regulier, te weten 11, 12, 14-18 en 21. Daarnaast zijn er spitslijn 19, evenementenlijn 20 en de toeristenlijn EE (Ebbelwei-Expreß). Hoewel het netwerk sterk uitgedund is door de ombouw naar Stadtbahn, komen de trams (in 2024) nog steeds aan beide zijden van de rivier de Main. De lijn U5 rijdt ook op trajecten met veel wegkruisingen en kent zelfs delen met straatspoor en lijkt zo op het Nederlandse fenomeen sneltram. Centraal overstappunt is buiten het centraal station ook de halte met de naam Stresemannallee/Gartenstraße.

## Materieel
In Frankfurt is het gebruikelijk elk nieuw tramtype een opvolgende letter uit het alfabet te geven; de stand is van eind 2023.

### Huidig
- Type P Van 1972 tot 1978 werden bij Duewag 100 gelede trams van het type Type P aangeschaft. Aangezien de meeste zijn verkocht naar Polen en Turkije of zijn gesloopt, zijn er nog 4 van in dienst.[2]
- Type R Van 1993 tot 1997 werden bij Duewag 40 lagevloertrams van het type Type R aangeschaft. Aangezien de 010 en 017 onherstelbaar beschadigd raakte, zijn er nog 38 van in dienst.
- Types S Van 2003 tot 2013 werden bij Bombardier 74 lagevloertrams van het type Type S aangeschaft. Ondanks verschillende ongevallen, zijn alle exemplaren weer hersteld.

### Toekomstig
- Type T Van 2020 tot 2023 worden bij Alstom 58 lagevloertrams van het type Type T aangeschaft. Zij zullen de wagens van Type P en een deel van de wagens van Type R gaan vervangen.[3] Van dit aantal zijn er 24 besteld als T30 (met een lengte van 31,5 m) en 34 als T40 (met een lengte van 40 m).

### Historisch
- Type K Vanaf 1954 kwam het tweeassige Type K in dienst. Voor de lijn EE zijn hiervan 4 motorwagens en 6 bijwagens beschikbaar.